# Kerstin Eschwege
Kerstin Eschwege, ehemals Dietzel, (* 1971) ist eine deutsche Erziehungswissenschaftlerin und Hochschullehrerin.

## Leben und Wirken
Von 1989 beziehungsweise 1990 bis 1995 studierte Kerstin Eschwege Lehramt an Gymnasien mit den Fächern Musik und Geschichte an der Otto-von-Guericke-Universität Magdeburg beziehungsweise der vorbestehenden Pädagogischen Hochschule Magdeburg. Sie schloss das Studium mit der 1. Staatsprüfung ab. Neben dem Lehramtsstudium begann sie ab 1993 bis 1997 ein zweites Studium Pädagogik, Psychologie und Geschichte, welches sie mit der Magistra Artium abschloss. Anschließend promovierte sie zwischen 1998 und 2000 als Stipendiatin der Graduiertenförderung der Otto-von-Guericke-Universität Magdeburg. 2001 schloss sie die Promotion ab. Thema der Dissertation war Lebenswelten von Kindern und Jugendlichen während des Zweiten Weltkriegs, dargestellt am Bsp. der Kinderlandverschickung aus Schulen auf dem Gebiet des heutigen Sachsen-Anhalt. Zwischen 2003 und 2006 war Kerstin Eschwege Stipendiatin zur Förderung des weiblichen wissenschaftlichen Nachwuchses in Sachsen-Anhalt. 2010 folgte die Habilitation zum Thema Bildung und Erinnerung. Bildungstheoretische Betrachtungen im Spannungsfeld zwischen biographischer und kultureller Erinnerung am Bsp. von Angehörigen der Opfer der SED-Diktatur. Anschließend arbeitete sie als Privatdozentin am Lehrstuhl Allgemeine Pädagogik der Otto-von-Guericke-Universität Magdeburg mit der Lehrberechtigung für Erziehungswissenschaft. 2013 wurde sie in den Vorstand des Zentrums für Lehrerbildung (ZLB) an der Otto-von-Guericke-Universität Magdeburg berufen. Ab 2014 war sie stellvertretende wissenschaftliche Leiterin des ZLB.
2016 wurde Kerstin Eschwege Professorin für Sozialpädagogik mit dem Schwerpunkt Elementarpädagogik an der Fachhochschule Clara Hoffbauer Potsdam.
Seit mehreren Jahren arbeitet sie ehrenamtlich im Vorstand des Fördervereins der Museen Magdeburgs.
Kerstin Eschwege hat zwei Kinder und lebt in Magdeburg.